# پنجه‌ای‌واران
پنجه‌ای‌واران (نام علمی: Bombacoideae) نام یک زیرخانواده از تیره پنیرکیان است.